# 索尔西 (奥布省)
索尔西（法語：Saulcy，法語發音：[so(l)si]）是法国奥布省的一个市镇，属于奥布河畔巴尔区。

## 地理
索尔西（48°16'41"N, 4°50'1"E）面积11.39 平方千米，位于法国大東部大區奥布省，该省份为法国中北部省份，北起马恩省，西接塞纳-马恩省，西南至约讷省，东南至科多尔省，东临上马恩省。
与索尔西接壤的市镇（或旧市镇、城区）包括：科隆贝拉福斯、科隆贝勒塞克、鲁夫尔莱维涅、托尔、伯维尔、里佐库尔-比谢。

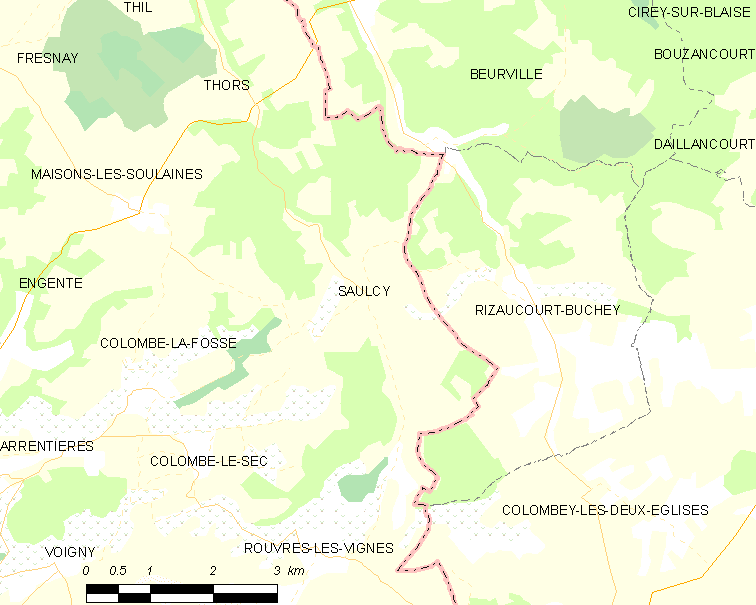
的OSM定位图

索尔西的时区为UTC+01:00、UTC+02:00（夏令时）。

## 行政
索尔西的邮政编码为10200，INSEE市镇编码为10366。

## 政治
索尔西所属的省级选区为奥布河畔巴尔县。

## 人口

1962-2008年间人口变化图示

索尔西于2022年1月1日时的人口数量为62人。